# Matt Targett
Matthew Robert Targett, född 18 september 1995, är en engelsk fotbollsspelare som spelar för Newcastle United i Premier League.

## Karriär
Den 22 januari 2018 lånades Targett ut till Fulham över resten av säsongen 2017/2018.
Den 1 juli 2019 värvades Targett av Aston Villa. Den 31 januari 2022 lånades Targett ut till Newcastle United på ett låneavtal över resten av säsongen 2021/2022. Den 8 juni 2022 köptes Targett loss av Newcastle United, där han skrev på ett fyraårskontrakt.